# جبل ربيعة
جبل ربيعة هو جبل يقع ثماني على بعد كيلومتر شمالي شرقي مدينة جندوبة التونسية. على سفحه تقع مدينة بلآ ريجيا الأثرية النوميدية المنشأ والرومانية الطابع. جبل ربيعة الذي يبلغ طوله ثمانية كيلومترات. يبلغ ارتفاعه حوالي ست مأئة متر يتكون أساسا من الكلس الجوراسي. تتخلله بعض آثار لبعض القشريات البحرية مم يدل على تكونه في قاع المحيط. يعود تاريخ تكونه إلى نحو مأئة وعشرون مليون سنة ضمن سلسلة الأطلس التلي.الذي يعود تكون تضارسه متزامنا مع سلسلة جبال الألب بسبب تدافع الصفيحة الأرضية الإفريقية مع القشرة الأوروآسيوية. يحتوي على فوهة عمودية سحيقة بوسطه. لكن هذا الجبل هو جزئ من جبل ضخم انهار إثر زلزال عنيف حدث منذ ما يقرب الستة ملايين سنة حيث تجثم قمته تحت واد عريض يشقه وادي مجردة.